# Dent (Minnesota)
Dent es una ciudad ubicada en el condado de Otter Tail en el estado estadounidense de Minnesota. En el Censo de 2010 tenía una población de 192 habitantes y una densidad poblacional de 193,05 personas por km².

## Geografía
Dent se encuentra ubicada en las coordenadas 46°33′10″N 95°43′5″O / 46.55278, -95.71806. Según la Oficina del Censo de los Estados Unidos, Dent tiene una superficie total de 0.99 km², de la cual 0.99 km² corresponden a tierra firme y (0.26%) 0 km² es agua.

## Demografía
Según el censo de 2010, había 192 personas residiendo en Dent. La densidad de población era de 193,05 hab./km². De los 192 habitantes, Dent estaba compuesto por el 95.31% blancos, el 0% eran afroamericanos, el 1.04% eran amerindios, el 0% eran asiáticos, el 0% eran isleños del Pacífico, el 0% eran de otras razas y el 3.65% pertenecían a dos o más razas. Del total de la población el 1.04% eran hispanos o latinos de cualquier raza.